# Герович, Вячеслав Александрович
Вячесла́в Алекса́ндрович Геро́вич (англ. Slava Gerovitch; род. 23 декабря 1963, Москва) — российский и американский историк науки, специалист по истории советской вычислительной техники, кибернетики и космонавтики. Кандидат философских наук, доктор философии по истории и социальному изучению науки. Автор стихов на английском и русском языках.

## Биография
В 1985 году окончил факультет автоматики и вычислительной техники Московского института нефтехимической и газовой промышленности имени И. М. Губкина по специальности «прикладная математика».
В 1991 году в Институте философии АН СССР защитил диссертацию на соискание учёной степени кандидата философских наук по теме «Динамика исследовательских программ в области искусственного интеллекта» (специальность 09.00.08 — философские вопросы естествознания и техники).
В 1992—2003 годах — младший/старший научный сотрудник Института истории естествознания и техники имени С. И. Вавилова РАН.
В 1999 году в Массачусетском технологическом институте под научным руководством Лорена Грэхэма защитил диссертацию на соискание учёной степени доктора философии по истории и социальному изучению науки (англ. Ph.D. in history and social study of science) по теме «Говоря кибернетически: советская переделка американской науки» (англ. Speaking Cybernetically: The Soviet Remaking of an American Science).
В 2000—2002 годах был старшим тьютором кафедры истории науки Гарвардского университета.
В 1999—2011 годах — преподаватель (англ. Lecturer) программы «Наука, технология и общество» в Массачусетском технологическом институте, с 2011 года — преподаватель (англ. Lecturer) истории математики на кафедре математики Массачусетского технологического института.
В 2004—2006 годах — научный сотрудник Дибнерского института истории науки и техники Массачусетского технологического института.

## Научная деятельность
В 1991—1997 годах будучи научным сотрудником Лорена Грэхэма перевёл на русский язык его работу «Очерки истории российской и советской науки» (англ. Science in Russia and the Soviet Union), а также подготовил архивные материалы для другой монографии Грэхэма — «Призрак казнённого инженера» (англ. The Ghost of the Executed Engineer) и для его проекта «Документирование последних изменений в российской науке» (англ. Documenting Recent Changes in Russian science).

## Научные труды

### Монографии
- Герович В. А. Проблемы самоорганизации в кибернетике и искусственном интеллекте. — М.: Б. и., 1990. — 36 с. (Препринт Ин-т истории естествознания и техники АН СССР; N 32 (1990)).
- Gerovitch S. From Newspeak to Cyberspeak: A History of Soviet Cybernetics. — Cambridge (Mass.); London: The MIT Press, 2002. — XIV, 369 p. ISBN 0-262-07232.
- Gerovitch S. Voices of the Soviet Space Program: Cosmonauts, Soldiers, and Engineers Who Took the USSR into Space. New York: Palgrave Macmillan, 2014. 304 p. ISBN 1-137-48178-1.
- Gerovitch S. Soviet Space Mythologies: Public Images, Private Memories, and the Making of a Cultural Identity. Pittsburgh: University of Pittsburgh Press, 2015. 296 p. ISBN 0-8229-6363-9.

главы в книгах
- Gerovitch S. Writing History in the Present Tense: Cold War-Era Discursive Strategies of Soviet Historians of Science and Technology // Universities and Empire: Money and Politics in the Social Sciences During the Cold War, ed. Christopher Simpson. — New York: The New Press[англ.], 1998, pp. 189–228.
- Gerovitch S. Striving for ‘Optimal Control’: Soviet Cybernetics as a ‘Science of Government,’ // Cultures of Control, ed. Miriam R. Levin. — Amsterdam: Harwood Academic Publishers, 2000, pp. 247–264.
- Gerovitch S., Mindell D.[англ.], Ségal J.[англ.] From Communications Engineering to Communications Science: Cybernetics and Information Theory in the United States, France, and the Soviet Union // Science and Ideology: A Comparative History, ed. Mark Walker[англ.]. — London and New York: Routledge, 2003, pp. 66–96.
- Gerovitch S. Human-Machine Issues in the Soviet Space Program // Critical Issues in the History of Spaceflight, edited by Steven J. Dick[англ.] and Roger D. Launius[англ.]. — Washington, D.C.: NASA History Division, 2006, pp. 107–140.
- Gerovitch S. Roman Jakobson und die Kybernetisierung der Linguistik in der Sowjetunion // Die Transformation des Humanen: Beitrage zur Kulturgeschichte der Kybernetik, hg. v. Erich Horl, M. Hagner[нем.]. — Frankfurt am Main: Suhrkamp Verlag, 2008, S. 229—274
- Gerovitch S. Creating Memories: Myth, Identity, and Culture in the Russian Space Age // Remembering the Space Age, edited by Steven J. Dick. Washington, D.C.: NASA History Division, 2008, pp. 203–236.
- Gerovitch S. Kyberkratie oder Kyberbürokratie in der Sowjetunion // Macht und Geist im Kalten Krieg / edited by von Bernd Greiner[нем.], Tim B. Müller und Claudia Weber. — Hamburg: Hamburger Edition[нем.], 2011, pp. 376–395.
- Gerovitch S. Memories of Space and Spaces of Memory: Remembering Sergei Korolev // Soviet Space Culture: Cosmic Enthusiasm in Socialist Societies, edited by Monica Rüthers[нем.], Carmen Scheide[нем.], Julia Richers[нем.], and Eva Maurer. — London: Palgrave Macmillan, 2011, pp. 85–102.
- Gerovitch S. The Human inside a Propaganda Machine: The Public Image and Professional Identity of Soviet Cosmonauts // Into the Cosmos: Soviet Culture and Space Exploration, edited by James T. Andrews and Asif A. Siddiqi[англ.]. — Pittsburgh, PA: University of Pittsburgh Press, 2011, pp. 77–106.
- Gerovitch S. Artificial Intelligence With a National Face: American and Soviet Cultural Metaphors for Thought // The Search for a Theory of Cognition. Early Mechanisms and New Ideas, edited by Stefano Franchi and Francesco Bianchini. — Amsterdam: Rodopi[англ.], 2011, pp. 173–194.
- Gerovitch S. Cyberocrazia o cyburocrazia? Il destino di un’utopia cibernetica nell’Unione Sovietica // Elisa Grandi and Deborah Paci, eds., La politica degli esperti. Tecnici e tecnocrati in età contemporanea. — Milano: Edizioni Unicopli, 2014.
- Gerovitch S. Creative Discomfort: The Culture of the Gelfand Seminar at Moscow University // Mathematical Cultures: The London Meetings 2012—2014, edited by Brendan Larvor. — Basel: Birkhäuser[англ.], 2016, pp. 51–70.

### Статьи
научные журналы
- на русском языке
  - Герович В. А. Компьютеризация гуманитарных наук и проблема понимания: методологические вопросы // Современная математика: методологические и мировоззренческие проблемы. Часть 1. Москва-Обнинск, 1986. — С. 155—157.
  - Герович В. А. Человеческое понимание как объект фундаментальных исследований // Методологические проблемы взаимосвязи фундаментальных исследований и разработки интенсивных технологий. Москва-Обнинск, 1987. — С. 232—235.
  - Герович В. А. Влияние идей философии науки на современные исследования по искусственному интеллекту // Формы представления знаний и творческое мышление. Тезисы докладов и сообщений к Всесоюзному семинару 3-5 октября 1989 года. Часть II. Новосибирск, 1989. — С. 165—167.
  - Герович В. А. Развитие идеи самоорганизации в кибернетике и искусственном интеллекте // Материалы ХХХII Всесоюзной научной конференции аспирантов и молодых специалистов по истории естествознания и техники, октябрь-ноябрь 1989 г. Часть 2. Москва: ИИЕТ РАН, 1990. — С. 266—269.
  - Герович В. А. Область искусственного интеллекта: науковедческий анализ // Синтез знаний: новый этап. IV Чтения памяти академика Б. М. Кедрова. Тезисы Всесоюзной научной конференции, сентябрь 1990 г. Одесса, 1990.
  - Герович В. А. Критический анализ теории рефлексии В. А. Лефевра // Материалы ХХХIII Всесоюзной научной конференции аспирантов и молодых специалистов по истории естествознания и техники, февраль 1991 г. Часть 2. — М.: ИИЕТ РАН, 1991. — С. 153—154.
  - Герович В. А. Развитие элементаристских представлений в истории искусственного интеллекта // Классическое естествознание и современная наука. Новосибирск, 1991. С. 51—59.
  - Герович В. А. Подробнее о классической и неклассической кибернетических концепциях самоорганизации. Концепции самоорганизации в исследованиях по искусственному интеллекту // Концепции самоорганизации: Становление нового образа научного мышления / Ред. А. А. Печенкин. — М.: Наука, 1994. — С. 62—82.
  - Герович В. А. Проблема самоорганизации в исследованиях по кибернетике и искусственному интеллекту // Концепции самоорганизации в исторической перспективе / Ред. А. А. Печенкин. — М.: Наука, 1994. — С. 125—145.
  - Герович В. А. Кибернетика, синергетика, искусственный интеллект: модели самоорганизации // Метафизика и идеология в истории естествознания / Ред. А. А. Печенкин. — М.: Наука, 1994. — С. 115—127.
  - Герович В. А., Кожевников А. Б. Международная конференция по истории российской науки и техники «Интеллигенция: российская и советская наука на мировой арене, 1860—1960» // Вопросы истории естествознания и техники. № 4, 2005, С. 202—205.
- на других языках
  - Gerovich S., Struchkov A. Epilogue: Russian Reflections // Journal of the History of Biology[англ.], vol. 25, no. 3 (Fall 1992): 487—495.
  - Gerovich S. Perestroika of the History of Technology and Science in the USSR: Changes in the Discourse // Technology and Culture[англ.], vol. 37, no. 1 (January 1996): 102—134.
  - Gerovich S. ‘Mathematical Machines’ of the Cold War: Soviet Computing, American Cybernetics and Ideological Disputes in the Early 1950s // Social Studies of Science, vol. 31, no. 2 (April 2001). 253—287.
  - Gerovich S. ‘Russian Scandals’: Soviet Readings of American Cybernetics in the Early Years of the Cold War // The Russian Review, vol. 60, no. 4 (October 2001): 545—568.
  - Gerovich S. Love-Hate for Man-Machine Metaphors in Soviet Physiology: From Pavlov to 'Physiological Cybernetics // Science in Context, vol. 15, no. 2 (2002): 339—374 doi:10.1017/S0269889702000479 (на русском языке Герович В. А. Человеко-машинные метафоры в советской физиологии // Вопросы истории естествознания и техники. 2002. № 3. С. 472—506.)
  - Gerovich S. ‘New Soviet Man’ Inside Machine: Human Engineering, Spacecraft Design, and the Construction of Communism // Osiris[англ.], vol. 22: The Self as Project: Politics and the Human Sciences in the Twentieth Century, edited by Greg Eghigian, Andreas Killen, and Christine Leuenberger (2007): 135—157.
  - Gerovich S. Stalin’s Rocket Designers’ Leap into Space: The Technical Intelligentsia Faces the Thaw // Osiris[англ.], vol. 23: Intelligentsia and Science in Russia and Abroad, edited by Michael Gordin, Karl Hall, and Alexei Kojevnikov (2008): 189—209.
  - Gerovich S. InterNyet: why the Soviet Union did not build a nationwide computer network // History and Technology[англ.]. — 2008. — Vol. 24, № 4. — P. 335–350.) (переработанный вариант статьи — Герович В. А. Интер-Нет! Почему в Советском Союзе не была создана общенациональная компьютерная сеть // Неприкосновенный запас. — 2011. — № 1 (75).)
  - Gerovich S. Die Beherrschung der Welt. Die Kybernetik im Kalten Krieg // Osteuropa 59, no. 10 (2009): 43—56
  - Gerovich S. The Cybernetics Scare and the Origins of the Internet // Baltic Worlds, vol. 2, no. 1 (2009): 32—38.
  - Gerovich S. ‘Why Are We Telling Lies?’: The Creation of Soviet Space History Myths // The Russian Review, vol. 70, no. 3 (July 2011): 460—484.
  - Gerovich S. Die sowjetische Kybürokratie // Zeitschrift für Ideengeschichte[нем.], Heft VI/3 (Herbst 2012): 19—25
  - Gerovich S. Parallel Worlds: Formal Structures and Informal Mechanisms of Postwar Soviet Mathematics // Historia Scientiarum[англ.], vol. 22, no. 3 (March 2013): 181—200. (Минц М. М. Реферат: Герович С. Параллельные миры: формальные структуры и неформальные механизмы послевоенной советской математики // Наука в СССР: Современная зарубежная историография: Сборник обзоров и рефератов / Отв. ред. О. В. Большакова. — М: ИНИОН РАН, 2014. — С. 177—180. — (История России). — ISBN 978-5-248-00733-2.)
  - Gerovich S., Etingof P., Khovanova T. Mathematical Research in High School: The PRIMES Experience // Notices of the American Mathematical Society, 62 (2015): 910—918.

энциклопедии
- Gerovich S. Automation // Encyclopedia of Computer Science, 4th edition. — Macmillan Reference/Grove Dictionaries, 2000, pp. 122–126 [переиздана в Concise Encyclopedia of Computer Science (Wiley, 2004), pp. 53–56].
- Gerovich S. Cybernetics in the Soviet Union // Supplement to the Modern Encyclopedia of Russian, Soviet, and Eurasian History, vol. 7. — Gulf Breeze, Fl.: Academic International Press, 2006, pp. 159–164.

рецензии
- Gerovich S. Review of Michael J. Neufeld, ed., Spacefarers: Images of Astronauts and Cosmonauts in the Heroic Era of Spaceflight // Journal for the History of Astronomy, vol. 48, no. 3 (2017): 362—364.
- Gerovich S. Review of Sergei S. Demidov and Boris V. Lëvshin, eds., The Case of Academician Nikolai Nikolaevich Luzin, tran. by Roger Cooke // Isis[англ.], vol. 108, no. 2 (2017): 479—480.
- Gerovich S. Review of Benjamin Peters, How Not to Network a Nation: The Uneasy History of the Soviet Internet // The Russian Review, vol. 76, no. 2 (2017): 388—389.
- Gerovich S. Review of Amir Alexander, Infinitesimal: How a Dangerous Mathematical Theory Shaped the Modern World // Notices of the American Mathematical Society 63, no. 5 (2016): 571—574.
- Gerovich S. Review of Michael G. Smith, Rockets and Revolution: A Cultural History of Early Spaceflight // CritCom, March 19, 2015
- Gerovich S. Review of Matthew H. Hersch, Inventing the American Astronaut // Technology and Culture[англ.] 54, no. 3 (2013): 687—689
- Gerovich S. Review of James T. Andrews, Red Cosmos: K. E. Tsiolkovskii, Grandfather of Soviet Rocketry // Technology and Culture[англ.] 52, no. 1 (2011): 408—411
- Gerovich S. Review of Asif A. Siddiqi, The Red Rocket’s Glare: Space Flight and the Soviet Imagination, 1857—1957 // Isis[англ.], vol. 106, no. 1 (2011): 193—194
- Gerovich S. Review of Loren Graham and Irina Dezhina, Science in the New Russia: Crisis, Aid, Reform // The Russian Review, vol. 68, no. 4 (2009): 729—730.
- Gerovich S. Review of Ethan Pollock, Stalin and the Soviet Science Wars // The Russian Review, vol. 66, no. 3 (2007): 501—545
- Gerovich S. Review of Deborah Cadbury, Space Race: The Epic Battle Between America and the Soviet Union for Dominion of Space // The Moscow Times Arts & Ideas Supplement: Context (5-11 May 2006): 4.
- Gerovich S. Review of Steven Usdin, Engineering Communism: How Two Americans Spied for Stalin and Founded the Soviet Silicon Valley // The Times Higher Education Supplement, no. 1 (3 February 2006): 30.
- Gerovich S. Review of Alexander Vucinich, Einstein and Soviet Ideology // Isis[англ.], vol. 95, no. 4 (2004): 739—740.
- Gerovich S. Review of David Mindell, Between Human and Machine: Feedback, Control, and Computing Before Cybernetics // IEEE Annals of the History of Computing[англ.], vol. 26, no. 1 (January-March 2004): 71—73.
- Gerovich S. Review of Eduard Kolchinsky, ed., Essays on the Lives and Works of the presidents of the Imperial Academy of Sciences of St. Petersburg, 1725—1917 (English title) // Isis[англ.], vol. 94, no. 1 (2003): 125—126.
- Gerovich S. Review of James Harford, Korolev: How One Man Masterminded the Soviet Drive to Beat America to the Moon // Isis[англ.], vol. 89, no. 2 (1998): 365—366.